# Staphylinus caesareus
Staphylinus caesareus är en skalbaggsart som beskrevs av Cederhjelm 1798. Staphylinus caesareus ingår i släktet Staphylinus, och familjen kortvingar. Arten är reproducerande i Sverige.

## Bildgalleri

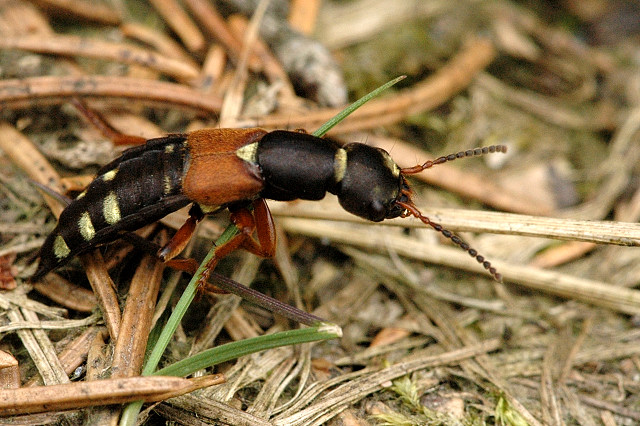